# رفعت حسن
رفعت حسن (انگلیسی: Riffat Hassan؛ زادهٔ ۱ ژانویهٔ ۱۹۴۳) متخصص الهیات و فعال حقوق بشر اهل ایالات متحده آمریکا است. الهی‌دان و یک فمینیست اسلامی پژوهشگر قرآن است.